# جان دیگل
جان دیگل ، که همچنین با نام رمزی خود اسپارتان شناخته می شود ، شخصیت خیالی در فرنچایز ارو ورس سی دابلیو ،او اولین بار در قسمت آزمایشی ۲۰۱۲ سریال تلویزیونی ارو معرفی شد . این شخصیت بر اساس هیچ شخصیت دی سی کامیکس ساخته نشده است بلکه برای این سریال توسط گرگ برلانتی ، مارک گوگنهایم و اندرو کریسبرگ ساخته شده است . جان دیگل به‌طور مداوم توسط دیوید رمزی به تصویر کشیده شده است.
هرچند دیگل در ابتدا برای مجموعه های تلویزیونی ساخته شده بود ،اما از سال ۲۰۱۳ شخصیتی با همین نام به سری کمیک کماندار سبز اضافه شده است.
در این سریال ، دیگل به عنوان یک جانباز نظامی و محافظ جدید الیور کوئین معرفی می شود. با گذشت زمان ، رابطه او با الیور تحول پیدا می کند و او به عنوان بهترین دوستش تبدیل میشود در یکی از زمانها خود به عنوان پیکان سبز تبدیل می شود و به عنوان اسپارتان به او می پیوندد و مدتی او را به عنوان پیکان سبز موفق می کند. پس از بازگشت الیور به عنوان پیکان سبز ، او تیم را ترک می کند و به آرگوس می پیوندد
رمزی نقش خود را در سریال های ارو ورس فلش ، افسانه های فردا و سوپرگرل تکرار می کند .این شخصیت همچنین در رمان ها و کمیک های دیجیتال مربوط به ارو، و همچنین دربازی ویدئویی لگو بتمن ۳: ماورای گاتهام ظاهر شده است. هرچند دیگل در ابتدا برای مجموعه های تلویزیونی ساخته شده بود ،اما از سال ۲۰۱۳ شخصیتی به همین نام در کمیک های گرین ظاهر شده است.